# IIHF U20 Challenge Cup of Asia 2014
IIHF U20 Challenge Cup of Asia 2014 byl třetí asijský U20 turnaj v ledním hokeji. Konal se od 4. do 7. srpna 2014 v Južno-Sachalinsku v Sachalinské oblasti v Rusku. Turnaje se zúčastnila čtyři družstva, která hrála jednokolově každé s každým v hale Arena Siti pro 1200 diváků. Vítězství si připsali junioři výběru Mládežnické hokejové ligy tvořeným domácím klubem Sachalinští žraloci před juniory Kazachstánu a juniory Japonska.

## Výsledky
|    |               | MHL Red Stars | Kazachstán | Japonsko | Jižní Korea | V | VP | PP | P | VG | OG | B |
| 1. | MHL Red Stars | ***           | 3:1        | 8:3      | 12:0        | 3 | 0  | 0  | 0 | 23 | 4  | 9 |
| 2. | Kazachstán    | 1:3           | ***        | 4:2      | 4:2         | 2 | 0  | 0  | 1 | 9  | 7  | 6 |
| 3. | Japonsko      | 3:8           | 2:4        | ***      | 8:2         | 1 | 0  | 0  | 2 | 13 | 14 | 3 |
| 4. | Jižní Korea   | 0:12          | 2:4        | 2:8      | ***         | 0 | 0  | 0  | 3 | 4  | 24 | 0 |